# مايك باربر
مايك باربر (بالإنجليزية: Mike Barber) هو لاعب كرة قدم أمريكية أمريكي، ولد في 4 يونيو 1953 في مارشال في الولايات المتحدة.

## وصلات خارجية
- مايك باربر على موقع مرجع كرة القدم المحترفة.كوم (الإنجليزية)